# Indomarengo chandra
Indomarengo chandra är en spindelart som beskrevs av Benjamin 2004. Indomarengo chandra ingår i släktet Indomarengo och familjen hoppspindlar. Inga underarter finns listade i Catalogue of Life.